# Mubashir Hassan
Pour les articles homonymes, voir Hassan.
Mubashir Hassan (en ourdou : مبشر حسن), né le 20 janvier 1922 à Panipat (Raj britannique) et mort le 14 mars 2020 à Lahore (Pakistan), est un homme politique pakistanais. 
Membre du Parti du peuple pakistanais, il est le premier ministre des Finances de Zulfikar Ali Bhutto de 1971 à 1974. D'orientation socialiste, il contribue à mettre en œuvre le programme politique de son parti avant d'être écarté au profit de l'aile centriste en 1974.

## Biographie
Mubashir Hassan est né le 20 janvier 1922 à Panipat, dans le Pendjab alors sous domination coloniale du Raj britannique. Il fait des études en ingénierie civile puis rejoint Lahore en tant que professeur à l'Université de technologie et ingénierie. Après la partition des Indes de 1947, il se retrouve donc au Pakistan.  

### Carrière politique
Sous le régime de Muhammad Ayub Khan, il publie en 1967 un manifeste en faveur d'une économie basée sur le socialisme démocratique. En novembre de la même année, c'est dans sa résidence de Lahore qu'il fonde avec Zulfikar Ali Bhutto et d'autres figures de gauche le Parti du peuple pakistanais (PPP) qui se revendique appartenir au socialisme islamique,.
Lors des élections législatives de 1970, Mubashir Hassan est élu député. Il est nommé ministre des Finances par Zulfikar Ali Bhutto quand il accède au pouvoir en décembre 1971. Il est ainsi chargé de mettre en place la politique socialiste du parti, notamment la nationalisation des grandes industries en 1972 puis des institutions financières en 1974. Au pouvoir, il participe également à la mise en place du ministère de la Science ainsi qu'au financement du programme nucléaire pakistanais.
En octobre 1974, il entre en conflit avec Ali Bhutto en même temps qu'une grande partie de l'aile gauche du parti et est écarté du gouvernement fédéral, notamment sous la pression des milieux d'affaires. Il est remplacé par Rana Mohammad Hanif, davantage orienté au centre. Il continue néanmoins à être proche du PPP et devient son secrétaire-général puis participe aux négociations avec l'opposition lors de la crise qui suit les élections législatives de 1977.
Il critique par la suite le virage libéral effectué par son parti sous Benazir Bhutto puis Bilawal, qu'ils auraient transformé en parti « pro-capitaliste », niant ses origines socialiste et anti-impérialiste.